# (21645) Chentsaiwei
(21645) Chentsaiwei est un astéroïde de la ceinture principale d'astéroïdes.

## Description
(21645) Chentsaiwei est un astéroïde de la ceinture principale d'astéroïdes. Il fut découvert le 14 juillet 1999 à Socorro (Nouveau-Mexique) par le projet LINEAR. Il présente une orbite caractérisée par un demi-grand axe de 2,55 UA, une excentricité de 0,22 et une inclinaison de 11,6° par rapport à l'écliptique.

## Compléments